# Autognetidae
Autognetidae zijn  een familie van mijten. Bij de familie zijn 9 geslachten met circa 30 soorten ingedeeld.